# Regimiento de Servicio Aéreo Especial
El Regimiento de Servicio Aéreo Especial, en inglés: Special Air Service Regiment (SASR), es un regimiento de fuerzas especiales modelado a partir del SAS británico, manteniendo las tradiciones del comando Unidad Especial Z de la Segunda Guerra Mundial, al igual que de las Compañías Independientes activas en el Pacífico Sur durante el mismo periodo.
Tiene su base en los Cuarteles Campbell, Swanbourne, Australia. Es una unidad del Cuerpo Real de Infantería Australiana, parte de la Fuerzas Armadas de Australia. Al igual que los SAS británicos, el lema del regimiento es «Quien se atreve, gana».

## Tareas
Tiene dos tareas principales, reconocimiento y contraterrorismo. Son responsables de las misiones de acción directa, mientras que el 4.º Batallón, Regimiento Real Australiano se encarga de las incursiones de gran escala.

### Reconocimiento
En la tarea de reconocimiento, el SASR opera en pequeñas patrullas que tienen la misión de infiltrarse en territorio enemigo y de proveer información de inteligencia sobre los movimientos de las tropas enemigas. En esta actividad, el SASR generalmente busca evitar la confrontación directa con las unidades enemigas, aunque los SASR pueden llamar a algún tipo de apoyo para destruir éstas unidades, cuando les es posible. Las patrullas de reconocimiento pueden ser insertadas por aire, tierra y mar (incluyendo por submarino) y tienen una demostrada capacidad de cubrir grandes distancias en la jungla y en el desierto.

### Contra-Terrorismo y Recuperación Especial
En éstas tareas, el SASR se especializa en la acción directa y el rescate de rehenes, incluyendo el abordaje de naves en movimiento (Barcos en curso). En contraste con el rol de reconocimiento, cuando operan en tareas de contra-terrorismo, las unidades SASR son encargadas únicamente de la misión de rescatar a rehenes o acabar con terroristas. El SASR provee el Grupo Táctico de Asalto (Oeste), junto con el 4.º Batallón, Regimiento Real Australiano, que provee el Grupo Táctico de Asalto (Este).
En contraste con esto, el TAG Oeste asume tareas adicionales que el TAG Este no realiza. El TAG Oeste es responsable de las operaciones especiales de recuperación fuera de Australia, mientras que el TAG Este solo tiene capacidades domésticas de contra-terrorismo.
Los tres Escuadrones Sable se turnan en las tareas de guerra/reconocimiento y contra-terrorismo/recuperación. Dos escuadrones se mantienen en roles de guerra/reconocimiento junto con el escuadrón restante en contra-terrorismo. Las rotaciones ocurren cada 12 meses, así cada escuadrón cumple la tarea de contra-terrorismo/recuperación y la configuración cada tres años.

## Historia

### Antecedentes
El Regimiento de Servicio Aéreo Especial australiano (SASR) fue modelado a partir del SAS británico. Se considera heredero de las tradiciones del SAS británico, así como de la Unidad Especial Z (Z Special Unit) de la Segunda Guerra Mundial, al igual que de las Compañías Independientes activas en el Pacífico Sur durante el mismo periodo.

### Inicios
Soldados australianos combatieron en fuerzas especiales en la Segunda Guerra Mundial. Unidades como la Unidad Especial M, la Unidad Especial Z y el Grupo del Desierto de Largo Alcance vieron australianos en sus filas realizando misiones de reconocimiento, vigilancia, inteligencia y sabotaje durante la Segunda Guerra Mundial. Muchos veteranos presionaron para que Australia creara sus fuerzas especiales.
Con la experiencia de Malasia y el papel del SAS en la lucha contra la guerrilla Australia decidió crear una unidades de fuerzas especiales. El SASR fue fundado el 25 de julio de 1957 como la 1.ª Compañía de Servicio Aéreo Especial (1st Special Air Service Company) del Regimiento Real Australiano (Royal Australian Regiment). El SASR fue ampliado a tres escuadrones y obtuvo la denominación de Regimiento el 20 de agosto de 1964 cuando el Regimiento de Servicio Aéreo Especial Australiano (Australian Special Air Service Regiment) fue establecido. Se contó en esos primeros años con la ayuda del SAS británico y de las fuerzas especiales de EE. UU..
El SASR vio acción real por primera vez en 1965 como parte de la British Commonwealth Force organizados en el norte de Borneo durante la Confrontación en Indonesia. Las tropas del SASR operaron junto a sus contrapartes de Gran Bretaña y de Nueva Zelanda en misiones para detener la infiltración de Indonesia en Malasia.

### Borneo

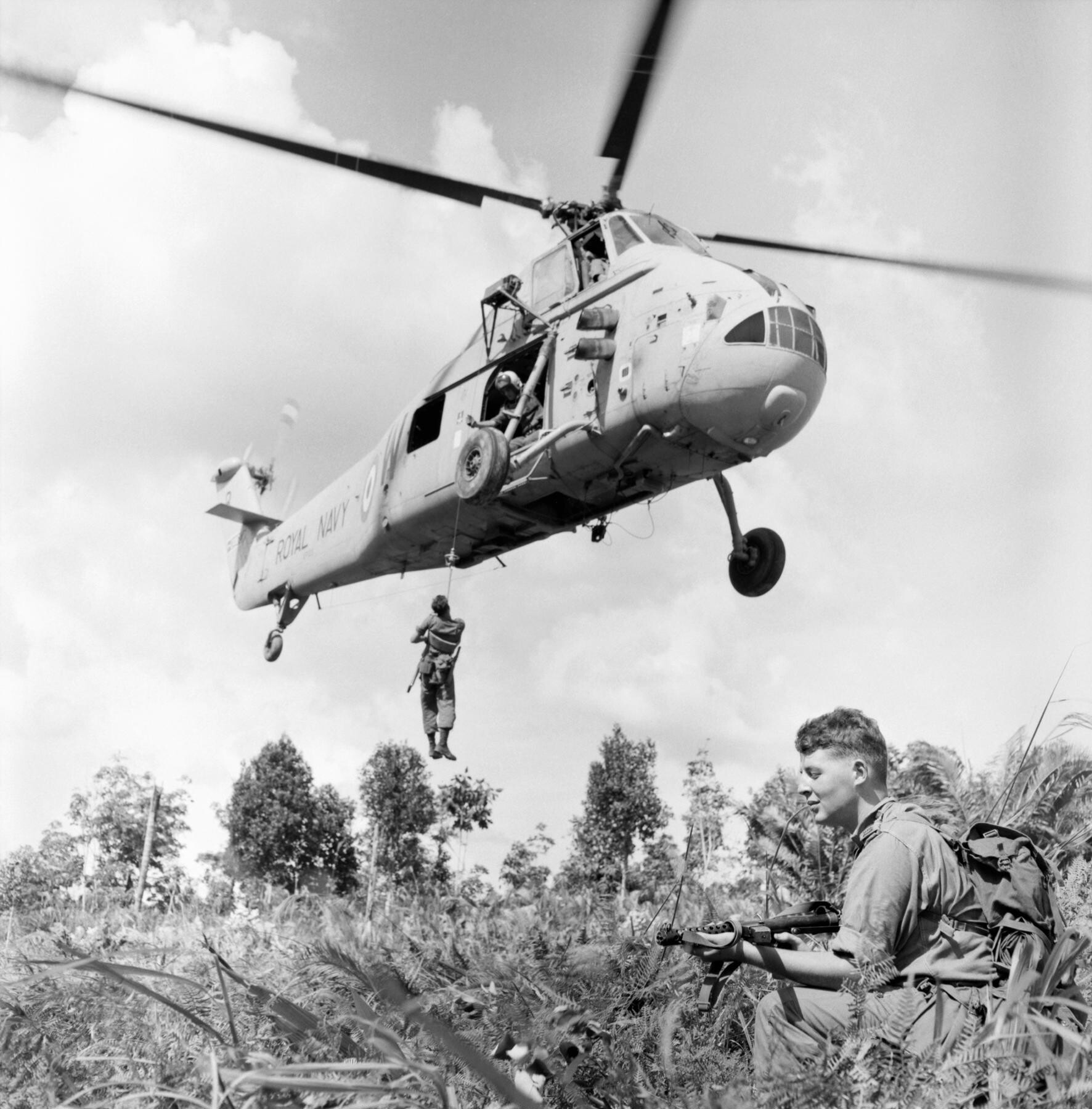
Un helicóptero Westland Wessex HAS3 del 845 Naval Air Squadron, durante operaciones en la jungla.

El regimiento SAS australiano (SASR) tuvo su primera  experiencia real de combate y en el extranjero en Borneo. Los primeros soldados llegaron a Brunéi en febrero de 1965. Las operaciones en el lado indonesio de la frontera ya se habían comenzado en Kalimantan antes de su llegada y se dejó a las unidades más fogueadas. El 1st Squadron del Regimiento SAS australiano se dedicó a patrullar desde marzo de 1965 el lado malayo de la frontera, reconociendo el terreno y detectando pistas, ríos y poblados así como puntos de cruce empleados por los indonesios. No se buscaba el combate sino más ganarse a la población civil.
En mayo de 1965 se realizó la primera misión Claret, cruzando la frontera. Las tropas de la Commonwealth solo podían realizar operaciones ofensivas si estas eran aprobadas por el mando. El SAS fue la primera unidad australiana autorizada a operar en el lado indonesio de la frontera.
El despliegue del 1st Squadron en Borneo duró 4 meses, en los cuales el SAS superó las 40 patrullas en la jungla. Casi todas las misiones fueron de reconocimiento. Las infiltraciones se hacían con helicópteros. Si no era posible aterrizar los soldados bajaban mediante cuerdas. Las patrullas siempre eran a pie, llevando consigo todo lo que fuera necesario para subsistir en la selva. El terreno, la necesidad de cargar con los suministros y la duración de las patrullas requerían un gran esfuerzo físico. Alguna misión llegó a durar 89 días.
El 2nd Squadron llegó a Borneo en enero de 1966. Aunque oficialmente las operaciones Claret se habían suspendido los australianos patrullaron al otro lado de la frontera. En total se realizaron 45 patrullas. En marzo dos soldados se ahogaron al cruzar un río. A finales de julio el 2nd Squadron fue relevado por un escuadrón del 22 SAS.
Se estima que además de patrullar el SASR mató al menos a 20 soldados indonesios en emboscadas e incidentes. Tres soldados del SASR fallecieron.

### Vietnam
Los soldados australianos tenían su propia zona de operaciones en Vietnam del Sur, operando en Phoc Tuy. No era una zona solo de jungla, sino que alternaba colinas, bosques y antiguas plantaciones de caucho. Los australianos tenían enfrente a la 5ª División del Vietcong.
La participación del SASR en la Guerra de Vietnam se inició cuando los SAS fueron desplazados como parte de la 1st Australian Task Force en abril de 1966. Desempeñó las tareas de "ojos y oídos" del destacamento australiano (Australian Task Force) mediante patrullas de reconocimiento en el área de su responsabilidad. Al igual que en Borneo, el SASR, operó conjuntamente con los SAS de Nueva Zelanda.

No.1 Squadron, Special Air Service (1SAS), en Vietnam.

En aquellos años cada escuadrón contaba con alrededor de 90 hombres. Los escuadrones se rotaron en Vietnam en un año de despliegue cada uno hasta que el último escuadrón fue retirado en octubre de 1971. Durante su paso por Vietnam el Regimiento fue extremadamente exitoso en las tareas de reconocimiento. Los miembros del Regimiento fueron conocidos como Fantasmas de la Jungla debido a sus habilidades. El SASR se movía por la selva en silencio total y con movimientos más lentos a los de los soldados, 
adaptándose al terreno para no ser detectados y evitando dejar rastro alguno.

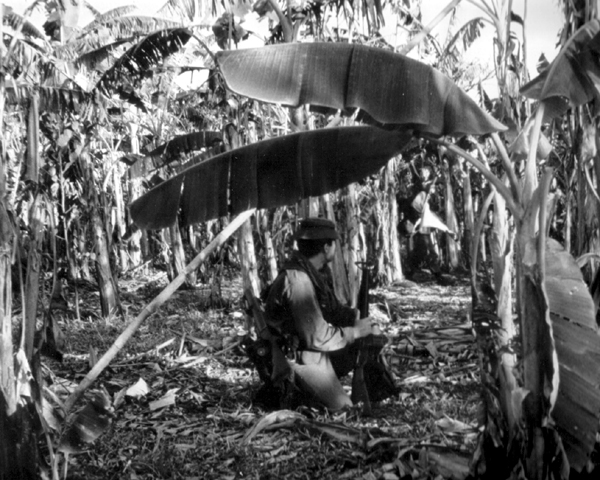
Un soldado australiano durante una patrulla en busca del Vietcong.

Los SAS de Australia y Nueva Zelanda asesinaron alrededor de 492 y 598 enemigos, perdiendo sólo dos hombres en acción y tres por fuego amigo. El SASR trabajó asimismo con los Equipos SEAL y las Fuerzas Especiales del Ejército de Estados Unidos y proveyó instructores a la escuela LRRP. Algunos miembros sirvieron con las unidades altamente secretas MACV-SOG.
Entre 1966 y 1971 cada uno de los tres escuadrones "Sabre" del Servicio Aéreo Especial Regimiento (SASR) completaron dos períodos de servicio en Vietnam. El escuadrón SAS de rotación estaba basado en Nui Dat y operaró en toda la provincia de Phuoc Tuy, así como más tarde en Bien Hoa, Long Khanh y Binh Tuy. El personal de SAS estaba altamente capacitado y su papel en Vietnam era la realización de patrullas de reconocimiento y observación de los movimientos del enemigo para facilitar operaciones ofensivas en pleno territorio enemigo. El SAS tenía la proporción más alta de muertes de cualquier unidad australiana en Vietnam. El SAS australiano operaba en estrecha colaboración con sus colegas neozelandeses del SAS, que tenía a algunos de sus miembros asignados a cada escuadrón australiano.
El 1 Escuadrón comenzó su primera rotación cuando llegó a Nui Dat el 2 de marzo de 1967, reemplazando el 3 Escuadrón. El escuadrón llevó a cabo su primera operación el 8 de marzo, emboscadas y patrullas, durante cinco días pero no tuvo ningún contacto con el enemigo. El 13 de marzo se hizo cargo de parte de la zona de 5RAR de Nui Dat y comenzó a patrullar la zona noroeste de la base australiana. El primer enfrentamiento se produjo el 20 de marzo, cuando una patrulla vio a un grupo de aproximadamente diez Viet Cong (VC), uno de los cuales fue abatido. El escuadrón posteriormente patrulló al norte de Binh Ba y en las colinas de Nui Thi Vai y Nui Dinh. En mayo estaba operando en toda la provincia de Phuoc Tuy.

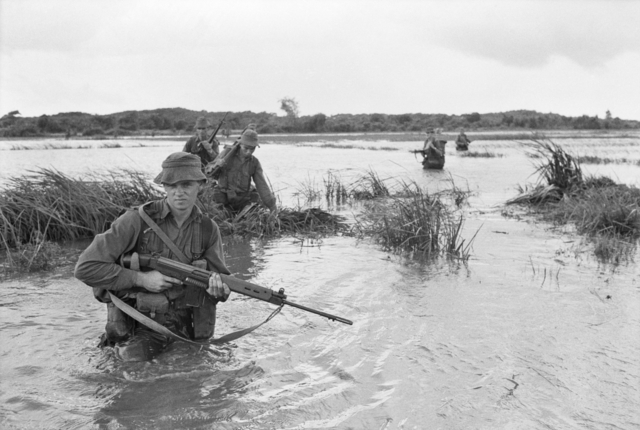
Un pelltón australiano durante una patrulla.

Estas patrullas del SASR eran pequeñas, normalmente sólo cinco hombres, y por lo general insertados en el área en helicóptero. Con la experiencia ganada en las junglas de Borneo el SAS había creado sus métodos para patrullar la jungla de modo efectivo y sigiloso. La patrulla SAS tenía como misión establecer una emboscada o concentrarse en la recopilación de información. Esta información incluía la localización de bases enemigas, el seguimiento de sus movimientos y la información sobre el número de enemigos. Una vez que se completaba una misión la patrulla se extraía y volvía a Nui Dat.
A principios de septiembre, el SASR asumió la responsabilidad de patrullar el área alrededor de la base del 1ATF. Muchas patrullas durante este tiempo incluyeron al personal estadounidense de la Long Range Patrol de la 101 División Aerotransportada. En septiembre, el escuadrón participó en la Operación Santa Fé, una operación conjunta llevada a cabo por las tropas australianas, Americanas, y de Vietnam del Sur, centrándose en la fuerza enemiga presente en las montañas Nui Mayo Tao.
En febrero de 1968 hombres del 2 Escuadrón empezaron a unirse al 1 Escuadrón en Nui Dat, la gira de este último llegó a su fin. A las 7.30 horas del 26 de febrero, el 1 de Escuadrón dejó la base de Saigón y estaban en Perth casi 12 horas más tarde. Durante su primera gira en Vietnam había montado 246 patrullas, acabado con 83 VC y registrado otros 15 posibles muertes de VC.
Con la provincia de Tuy Phuoc  bajo control a lo largo del año 1967, los australianos pasaron a la realización de operaciones en otras provincias, actuando sobre las principales rutas de infiltración comunista. Así se lanzó la Operación Coburg en 1968, la Ofensiva del Tet y más tarde la Batalla de Coral-Balmoral en mayo y junio del año 1968. El SAS apoyó todas esas acciones patrullando territorio controlado por los comunistas para obtener información previa a la operación.
El 1 Escuadrón regresó a Vietnam el 18 de febrero de 1970. En ese momento, sin embargo, la actividad guerrillera en la provincia fue disminuyendo y se enfrentó a la frustración de operaciones limitadas a tareas de reconocimiento alrededor Nui Dat. Algunas patrullas pasaron meses sin contacto con el enemigo o avistamientos. Durante marzo y abril, el SAS patrullaba los accesos a las montañas Nui Mayo Tao. Las patrullas también se insertaron en la provincia de Binh Tuy y otras patrullas de largo alcance también se llevaron a cabo.
Después de cinco años patrullando los soldados del Viet Cong habían finalmente conocido las técnicas de inserción SAS. A partir de junio de 1970 era común para los australianos que se enfrentaran a tropas del VC poco después de insertarse en un área. Para contrarrestar esto, el SAS comenzó a usar "inserciones cowboys". En una inserción cowboy, el helicóptero que transportaba a la patrulla era seguido por un helicóptero con una segunda patrulla. Ambas patrullas se insertarían y viajarían juntos durante cinco minutos. La segunda patrulla entonces paraba y esperaba otros cinco minutos, mientras que la primera patrulla continuaba su misión. Si no había contacto con el enemigo la segunda patrulla entonces volvía a la zona de aterrizaje donde se extraía.
A finales de agosto y principios de septiembre el escuadrón SAS participó en operaciones Chung Chung II y III. En enero de 1971 las patrullas continuaron siendo insertadas en la provincia de Binh Tuy. El escuadrón tuvo su último contacto el 4 de febrero, cuando una patrulla de Nueva Zelanda mató a dos VC noroeste de Thua Tich. En total el SASR realizó 1.175 misiones de patrulla en Vietnam, a las que hay que añadir 130 del NZSAS.
Las rotaciones de 12 meses del Special Air Service Regiment fueron las siguientes:
- One Squadron: 1967-68, 1970-71
- Two Squadron: 1968-69, 1971
- Three Squadron: 1966-67, 1969-70.

Cada escuadrón era capaz de proporcionar 24 patrullas de 5 hombres. La media de cada patrulla era 10-12 misiones al año, que duraban varios días.

### Después de Vietnam
La retirada australiana de Vietnam trajo fin a la doctrina de "Defensa Avanzada" mediante su participación en las guerras de Asia Sudoriental. Ahora Australia pasó a tener una nueva doctrina de defensa, basada en defenderse de un ataque externo. El SASR fue reducido en tamaño y empezó a entrenarse en patrullar el norte de Australia. Cuando el ejército creó para esa misión las Regional Force Surveillance Units en los 80 el SASR fue encargado de entrenarlas.
Además de entrenar fuerzas especiales de la región el SASR encontró su razón de ser en la lucha antiterrorista. En 1979 el SASR fue encargado de crear una fuerza de reacción rápida contraterrorista, que se denominó Tactical Assault Group (TAG). En 1980 el TAG recibió el encargo de llevar la lucha anteterrorista en el ámbito marítimo (barcos y plataformas de petróleo y gas). Los buzos de la Armada les entrenaron y apoyaron hasta que el SAS contó con suficientes operadores calificados como para formar la Water troop.
A finales de 1981 el 2 Squadron fue resucitado ya que el TAG consumía muchos recursos y faltaba personal para realizar las misiones militares asignadas. En 1987 el 1 Squadron cedió la responsabilidad del TAG al 2 Squadron, que ya contaba con toda su plantilla.
Después de Vietnam miembros del SASR fueron frecuentemente destinados a misiones humanitarias y de pacificación en que participaba Australia. En 1991 tomaron parte en la Operación Habitat, ayudando a los refugiados kurdos en Turquía y norte de Irak. También parciciparon en los equipos de la ONU que vigilaban la destrucción de armas de destrucción madiva en Irak entre 1991 y 2000. En 1994, se desplegó personal médico del SASR como parte de la contribución a la Misión de Asistencia de la ONU para Ruanda, algunos de los cuales estuvieron presentes durante la masacre de Kibeho por lo que un soldado del SASR y otros dos australianos fueron condecorados. Además miembros individuales del SASR han sido asignados a una amplia gama de despliegues de mantenimiento de la paz australianos como observadores.

### Somalia
En 1994 un equipo de 10 hombres del SASR se incorporó a las fuerzas australianas en Somalia para proporcionar protección vip y apoyar al contingente australiano en Mogadiscio . El equipo operaba vehículos Toyota Landcruisers y Datsun y un par de M-113. 
Los operadores involucrados en una serie de acciones, incluido un incidente cuando acudieron al lugar donde un helicóptero civil canadiense había sido derribado para proteger a la tripulación. Estuvieron involucrados en una escaramuza durante la escolta de un convoy en que mataron a dos somalíes después de que uno de ellos les apuntara con un AK-47. Regresaron a Australia en noviembre de 1994.

### Política doméstica
El atentado con bomba en el hotel Hilton de Sídney durante la cumbre de la Commonwealth el 13 de febrero de 1978 fue el catalizador para que Australia decidiera crear una fuerza antiterrorista. Siguiendo líneas similares a las seguidas en Gran Bretaña se encargó a la unidad militar del SAS la misión. Un escuadrón se dedica desde entonces cada año a esta misión, constituyéndose en el grupo antiterrorista de la costa Oeste. En la Costa Este las unidades del regimiento de Commandos proporcionan una unidad equivalente. En el SASR los tres escuadrones rotan anualmente en esta misión, así que cada tres años uno de ellos sabe que debe asumir la misión.
El Grupo de asalto táctico es la unidad de las fuerzas especiales de Australia encargada de responder a incidentes terroristas en Australia, en entornos terrestres y marítimos, y también de realizar operaciones de rescate de rehenes en el extranjero. Existen dos grupos de asalto táctico:
- TAG East, con sede en Sídney. Se creó en 2002 para aumentar la capacidad antiterrorista australiana. El TAG-E se nutre de Comandos y solo puede operar dentro de las fronteras australianas.
- TAG West, con sede en Perth. Se encarga también de los cursos de capacitación de los miembros del grupo táctico policial de cada estado y territorio.

Varias veces al año se realizan ejercicios para probar la preparación de los dos grupos de asalto táctico. Los ejercicios también involucran a las fuerzas policiales estatales y territoriales, grupos tácticos policiales y agencias de inteligencia. El SASR ha participado en la protección de varios eventos internacionales celebrados en Australia:
- Juegos de la Commonwealth de Brisbane en 1982.
- Juegos Olímpicos de Sídney 2000.
- Juegos de la Commonwealth de Melbourne 2006.
- Conferencia APEC de Sídney 2007.
- Jornada Mundial de la Juventud y visita del Papa Benedicto XVI en 2006.
- Cumbre de Brisbane del G-20 de 2014.

Algunas de las operaciones en que miembros del SASR han estado involucrados como parte de su asignación a esta misión:
- El 24 de agosto de 2001, un pequeño barco pesquero comenzó a hundirse a unos 140 kilómetros al norte de la Isla de Navidad. En el barco viajaban 438 inmigrantes, en su mayoría Hazaras, minoría chiita de Afganistán blanco de sangrientos ataques. El buque MV Tampa apareció en el lugar y prestó ayuda al barco siniestrado, como es habitual en el mar. El gobierno australiano denegó el permiso para que el MV Tampa entrara en aguas territoriales de Australia. El gobierno australiano envió 45 operadores del SASR para abordar el barco e impedir que se acercara más a la isla de Navidad.
- El 12 de abril de 2001 el SASR abordó el barco pesquero South Tomi en aguas internacionales a 480 km al sur de Cape Agulhas. El buque había huido de un patrullero australiano al ser detectado pescando furtivamente cerca de las islas Heard y McDonald en el Océano Austral.
- El 20 de abril de 2003, los miembros del Tactical Assault Group West y Tactical Assault Group East abordaron un carguero norcoreano en aguas territoriales australianas. Se sospechaba que estaba involucrado en el contrabando de heroína hacia Australia.
- El 12 de diciembre de 2016, miembros del Tactical Assault Group abordaron el ballenero japonés Kaiyo Maru No. 8  en aguas internacionales al sureste de Tasmania después de que fuera interceptado por el HMAS Adelaide. Se sospechaba que estaba involucrado en el contrabando de drogas.

### Bosnia
Miembros del SASR de intercambio con el SAS y Special Boat Service (SBS) estuvieron presentes en Bosnia en los años 90. Un sargento australiano estuvo al mando de un destacamento del SBS en 1993.

### Accidente del helicóptero Black Hawk
El peor momento en la historia del SASR ocurrió la noche del 12 de junio de 1996 cuando dos helicópteros S-70 Black Hawk del 5° Regimiento de Aviación chocaron durante un ejercicio antiterrorista. Un Black Hawk se estrelló matando a las 12 personas a bordo, mientras que otro pudo hacer un aterrizaje forzoso pero estalló en llamas, matando a seis. Los supervivientes del accidente, los soldados de los otros helicópteros y el personal del ejercicio rescataron a sus compañeros y recuperaron los cuerpos de los muertos. Quince miembros del SASR y tres del 5.º Regimiento de Aviación perdieron la vida.

### Timor Leste
El SASR junto al SAS de Nueva Zelanda y el SBS británico tuvieron un importante papel en la fuerza de paz multinacional liderada por Australia, auspiciada por la Misión de las Naciones Unidas en Timor Oriental (UNAMET) de la ONU. La fuerza se desplegó rápidamente ante la gravedad de la situación, el 20 de septiembre de 1999 desembarcaban los primeros hombres en Timor Oriental. Las fuerzas especiales tomaron el puerto, aeropuerto y exploraron podibles amenazas. El principal peligro eran las milicias prointegracionistas, activas en Timor Oriental desde hacía varios meses y responsables de una violencia masiva y ciega.
Esta fuerza del SASR se desplegó de septiembre de 1999 a febrero de 2000. El 3 Squadron del SAS sirvió de ojos y oídos, estableciendo puestos de observacion por el país para controlar las milicias pro-indonesias. En diciembre el 1 Squadron tomó el relevo, siendo a su vez relevado por el 2 Squadron meses después. Durante las operaciones en Timor los operadores del SASR tuvieron algunos enfrentamientos con las milicias. El más famoso tuvo lugar en Aidabasalala en octubre.

### Afganistán
En octubre de 2001 se decidió enviar a Afganistán un escuadrón del SASR. Desde Kuwait el escuadrón llegó a Afganistán en noviembre y estuvo seis meses operando hasta que otro escuadrón le relevó. La principal misión fue reconocimiento profundo, buscando objetivos de Al Qaeda y talibanes aunque ocasionalmente hubo alguna que otra misión de acción directa. El SASR operó en el Sur junto a las fuerzas especiales de los Marines antes de pasar al Este, donde participaron en la operación Anaconda.

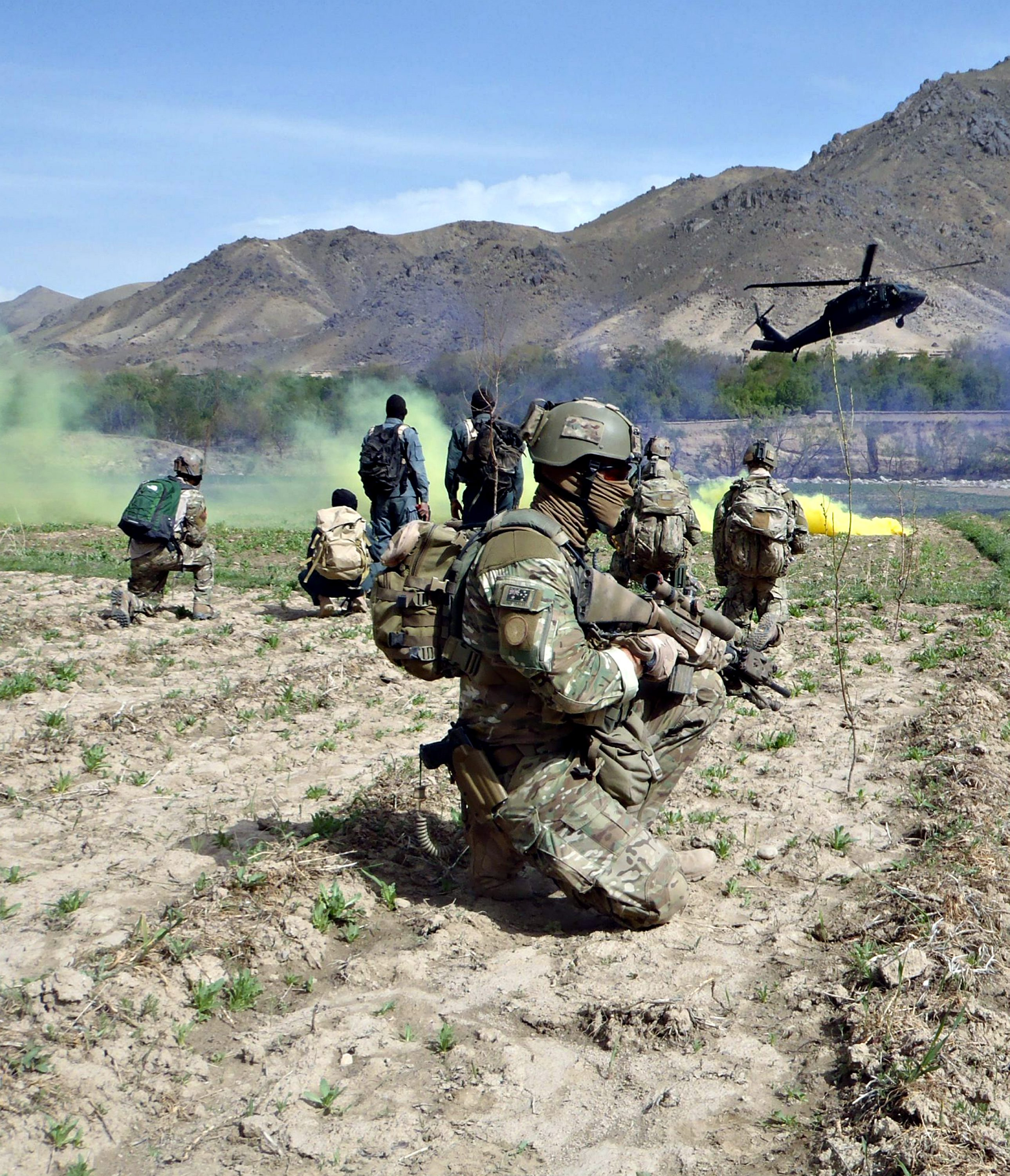
Operador de las fuerzas especiales australianas espera la extracción junto a soldados afganos. Fotografía tomada en 2011 en la provincia de Uruzgan.

En 2002 los operadores del Special Air Service (SASR) obtuvieron el reconocimiento de EE. UU. debido a sus efectividad y habilidad demostradas en las operaciones de reconocimiento de largo alcance que realizaron.
Los SAS volvieron al país en 2005.
Un Grupo de Trabajo de Fuerzas Especiales (SFTG) formado por elementos del SASR, 4 RAR (Comando), el Regimiento de Respuesta a Incidentes (IRR) y personal de apoyo logístico llegó a Afganistán junto a dos helicópteros Chinook CH-47 del 5º Regimiento de Aviación. En julio de 2006 los SAS australianos participaron junto al Korps Commandotroepen holandés en operaciones contra los talibanes en el sur del país. Fueron los combates más duros en que los australianos se habían visto involucrados desde la guerra de Vietnam.
El SFTG se retiró en septiembre de 2006, después de un año trabajando estrechamente con las fuerzas especiales del Reino Unido y Holanda. El SFTG fue reemplazado por un Grupo de Trabajo de Reconstrucción formado por ingenieros e infantería convencional.
Un Grupo de Tareas de Operaciones Especiales (SOTG) fue destinado a Afganistán para apoyar al Grupo de Tareas de Reconstrucción en abril de 2007. Las fuerzas comprendían un escuadrón SASR, un grupo de compañías de comando y un equipo de apoyo. El SASR volvió a realizar reconocimientos profundos para recabar información. El SASR también proporcionó Equipos de apoyo a los agentes del Servicio Secreto de Inteligencia Australiano (ASIS) en Afganistán.
En 2008 seis operadores del SASR fueron heridos durante una emboscada talibán. Esto sucedió durante la llamada batalla de Khas Oruzgan, en la que 5 vehículos que transportaban una fuerza combinada de SAS australianos, fuerzas especiales de EE. UU. y soldados afganos fue emboscada por unos 200 Talibanes cuando volvía a la base Anaconda tras una operación antitalibán cerca del poblado de Khaz Oruzgan. Dos patrullas del SASR participaron en el combate. En enero de 2009 el soldado australiano Mark Donaldson, operador del SASR, recibió la medalla al valor por su valentía durante los combates de septiembre de 2008. En los años siguientes los SASR asignados al Special Operations Task Group participaron en operaciones contra los talibanes junto a los soldados afganos. 

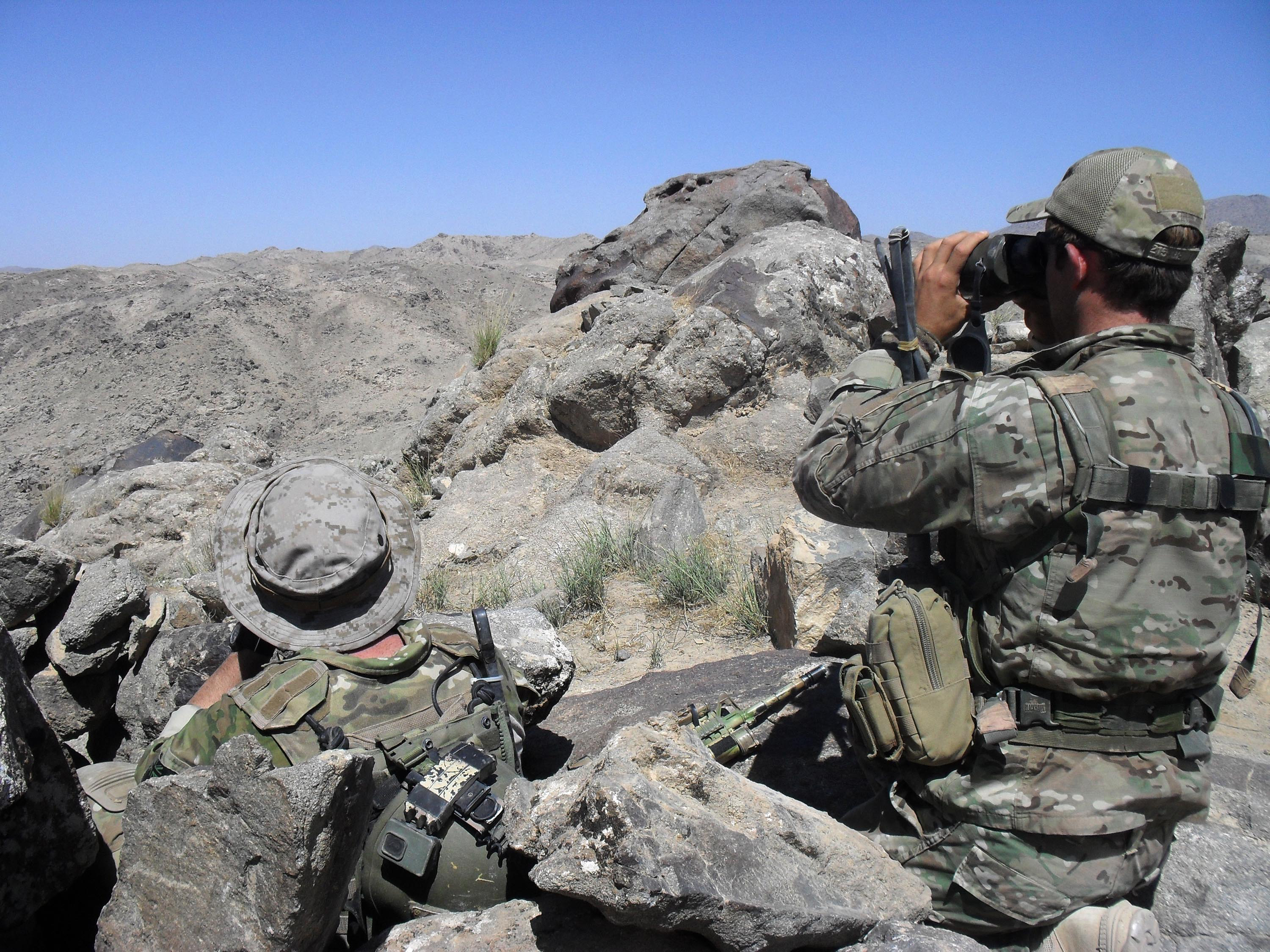
Equipo de francotiradores de las fuerzas especiales australianas. Fotografía tomada durante la ofensiva de Shah Wali Kot, junio 2010.

En junio de 2010 el SASR y los comandos australianos tuvieron uno de los más duros enfrentamientos que vivieron en Afganistán, la batalla de Shah Wali Kot. En mayo los australianos habían lanzado varios ataques contra los talibanes en la provincia de Uruzgan. La batalla se inició cuando la Alpha Company de los comandos asaltó un punto de la ruta de abastecimiento Talibán en el valle de Shinazef y se encontró con una dura resistencia. Desde el amanecer hubo duros combates que obligaron al final del día a los talibanes a retirarse al poblado de Tizak. Al día siguiente 25 operadores del 2nd Squadron SAS llegaron a la zona para neutralizar los jefes talibanes que dirigían los combates. Al llegar sus helicópteros se encontraron una feroz resistencia. Dado lo difícil de la situación los equipos aéreos de francotiradores hubieron de combatir desde el suelo. Cuatro helicópteros UH-60 fueron averiados por el fuego talibán y fue necesario el apoyo aéreo de los AH-64 Apache varias veces. Tras unas horas de duro combate los SASR lograron eliminar los puestos de ametralladoras PKM que dominaban el terreno, derrotando así a los talibanes.
A finales de 2013 el Special Operations Task Group (SOTG) terminó la última de sus 20 rotaciones. Cada una duró 6 meses. Fue la guerra más larga desde Vietnam. Se calcula que entre 8000-12,000 bajas fueron causadas al enemigo por el SOTG. A cambio Australia perdió a 41 soldados.
Una investigación reveló que miembros del SASR habían cometido crímenes de guerra. En respuesta al informe, se decidió disolver el Escuadrón 2. Parece ser que el cansancio y la permanente tensión de las operaciones y varios despliegues continuados pusieron a los miembros del SAS al límite psicológico, lo que unido a estar al mando de tropas de EE. UU. y la falta de adecuada disciplina de mando de los oficiales australianos pudo hacer que algunos de ellos fueran más allá de los límites éticos marcados por el Regimiento. Problemas parecidos se vivieron en el SAS británico en Irak. La solución parece que será descargar las operaciones de acción directa en los comandos y que el SASR vuelva a su rol tradicional.

### Irak
Su efectividad en Afganistán hizo que EE. UU. solicitase la participación del SAS australiano en la invasión de Irak en 2003. Ahora no se trataba de reconocimiento detrás de las líneas enemigas sino de realizar misiones de Acción Directa. 
El 1st Squadron se infiltró en Irak el 18 de marzo de 2003. El SASR fue una de las primeras unidades en cruzar la frontera de Irak, infiltrándose dos patrullas desde Jordania con sus LRPV a través del desierto occidental. Otra patrulla y sus LRPV fueron insertados por helicópteros estadounidenses MH-47. El oeste de Irak fue dividido  entre el 5.º Grupo de Fuerzas Especiales de EE. UU., SAS británico y SASR. En el Oeste del país el SASR localizó y destruyó lanzaderas de misiles Scud para evitar que fueran disparados contra Israel o fuerzas de la coalición. El SASR empleó sus vehículos LRPV (long-range patrol vehicles), equipados con una ametralladora Browning M2 y otra ametralladora MAG-58 y donde transportaban cohetes antitanque, misiles antitanque Javelin y algunos transportaban un misile FIM-92 Stinger.
Los soldados que cruzaron la frontera llevaron a cabo uno de los primeros enfrentamientos de la guerra. Los SAS se enfrentaron a las patrullas especiales del ejército iraquí que habían montado ametralladoras en todo terreno para dar caza a las fuerzas especiales de la coalición. La patrulla insertada por helicópteros MH-47 fue durante varios días el elemento de coalición más cercano a Bagdad. 
El SASR también utilizó también vehículos SRV del 2.º Regimiento de Comando. Los vehículos LRPV del SAS, una variante especial de 6 ruedas del Land Rover, demostraron su eficacia y flexibilidad. Fueron una de las bases de éxito del SAS.
Una de las operaciones más famosas fue la captura de la base aérea Al Asad el 16 de abril. Esta base se encontraba en la ruta de Bagdad, a 200 kilómetros, y junto al río Éufrates. En la base se capturaron 50 aviones, muchos en buen estado y ocultos en refugios camuflados. La captura de la base permitió que los aviones de transporte de la coalición llevaran refuerzos y la base aérea fuera usada para reabastecer a los operadores de fuerzas especiales.

### Guerra contra el terrorismo
En 2006 se supo que un troop, unos 20 operadores del SASR, estaban apoyando en el sur de Filipinas las operaciones del ejército filipino contra los grupos terroristas Abu Sayyaf y Jemaah Islamiah.
Se cree que el escuadrón 4 podría haber realizado operaciones encubiertas en países como Zimbabue, Tanzania, Mozambique, Nigeria, Somalia o Kenia. Este escuadrón apoya las operaciones del Australian Secret Intelligence Service (ASIS). la misión inicial del escuadrón 4 era ofrecer protección a los agentes del Australian Secret Intelligence Service (ASIS) cuando estos se desplazaran por zonas de guerra o especialmente peligrosas. Sin embargo parece que en 2010 el primer ministro Kevin Rudd aprobó sus despliegue de manera independiente del ASIS tanto en misiones militares como de espionaje, vestidos de civil y con órdenes de negar cualquier vinculación con Australia en caso de ser detenidos o capturados.

## Organización
El Special Air Service Regiment (SASR) es una de las tres unidades que componen el Special Operations Command australiano. Tiene su base en los Cuarteles Campbell, Swanbourne. Es una unidad del Cuerpo Real de Infantería Australiana, parte de las Fuerzas Armadas de Australia. Al igual que el SAS británico, el lema del regimiento es Quien osa, gana.
El SASR está basado en Perth y cuenta con unos 700 soldados. Se distribuyen entre:
- Mando del regimiento.
- 1st Squadron.
- 2nd  Squadron. En 2020 se anunció su disolución aunque esta parece haberse cancelado.[17][18][Note 1]
- 3rd Squadron.
- 4th Squadron.
- Specialist Support Squadron. Encargado del apoyo logístico.
- Operational Support Squadron. Encargado de selección y entrenamiento.
- 152 Signal Squadron (comunicaciones).

Los escuadrones operativos son denominados Sabre squadron. El SASR sigue el modelo SAS.
El SASR se organiza para operaciones en escuadrones operativos, cada Sabre squadron cuenta con unos 100-90 soldados. Los escuadrones estaban tradicionalmente compuestos cada uno por tres troop o secciones. Cada uno con una especialidad en la que se entrena.
- Water troop: especializada en operaciones submarinas e infiltración desde el mar.
- Free-fall troop: entrenada para contar con capacidades especializadas de paracaidismo.
- Land troop:  especialistas entrenados en reconocimiento de largo alcance.

El Plan 2030 quiere aumentar el tamaño del SASR considerablemente. Se añadirían un cuarto 'troop' a cada escuadrón y se aumentarían los soldados asignados a cada troop.
Cada troop es mandado por un capitán y se organiza en 4 patrullas, con 5 operadores por cada una (a esto se suele añadir en operaciones un operador adicional de comunicaciones). Si los troop están al mando de un capitán las patrullas están al mando de un sargento. En el SAS británico una patrulla se compone de 4 soldados. El SASR añadió un hombre más a la patrulla en Vietnam para poder cargar más equipo y suministros y así poder operar más tiempo en la jungla.
En misiones de vigilancia el SASR suele desplegarse en patrullas de 5 hombres. Si la misión lo requiere el grupo es más grande. En Vietnam dos patrullas de reconocimiento se combinaban para crear una patrulla de emboscada de  10 hombres.
El gobierno australiano no reconoció durante años la existencia de un cuarto escuadrón, que se rumoreaba fue creado en 2005 para servir como una fuerza de inteligencia militar clandestina. En 2015 se reconoció su existencia como 4 SAS. A este hay que sumarle el 1st Special Reconaissance Squadron (1 SRS). 
El 152 Signal Squadron cuenta con cuatro troops. Se encarga de comunicaciones pero también puede ayudar con idiomas. Suele asignar en operaciones un 'troop' a cada Sabre Squadron, por ello sus operadores también están entrenados para el combate. Esto supone en la práctica asignar un operador del 152 Squadron a cada patrulla SASR. 
Los escuadrones de apoyo incluyen personal médico, mecánicos, armeros, conductores, personal de cocina, etc. Aquellos operadores de los escuadrones de apoyo que pueden acompañar a las patrullas SASR también deben estar entrenados en combate 
El SASR es una unidad del ejército regular. También tiene asignados algunos soldados del Army Reserve. Los soldados de la reserva suelen ser antiguos SASR o especialistas. El 5th Squadron  (Army Reserve) (5 SAS/ARes) se organiza así: 
- A Troop (Ready Reserve).
- B Troop (General Reserve - West).
- C Troop (General Reserve - East).
- D Troop (Specialist Reserve).
- 5th Signals Troop (Reserve).

En 2021 se decidió incrementar el grado del militar al mando del SASR a coronel.

## Selección y entrenamiento
El Centro de Capacitación y Educación de Operaciones Especiales, con sede en Nueva Gales del Sur, se estableció en 1998 para realizar cursos de selección para el SAS. También realiza la misma labor para el Regimiento de Comando 1 y 2 . La Escuela de Paracaidismo ADF es responsable de cualificar en paracaídismo al mando de Operaciones Especiales. Todos los operadores del SAS deben haber pasado por el curso de paracaidismo.
Muchos consideran que la selección del SAS australiano es la más dura del planeta, ya que es básicamente la misma del SAS británico pero en condiciones más duras, hostiles y muy calurosas. En ausencia de un Cuerpo de Infantería de Marina el entrenamiento del SAS australiano también cubre las misiones realizadas por fuerzas especiales navales como el SBS británico o los Seals de EE. UU..

### Entrenamiento
Cuando un candidato es aceptado en el SAS empieza un entrenamiento intensivo que dura 18 meses antes de ser un operador calificado en cualquiera de los escuadrones. Una vez en activo el entrenamiento será intensivo y continuo. También se realizan maniobras con fuerzas especiales aliadas y programas de intercambio con el SAS/SBS.
Los candidatos admitidos en el SASR Selection Course realizan un ciclo de formación de 18 meses, durante el cual realizan cursos que incluyen armas, patrullaje básico, paracaidismo, supervivencia en combate, comunicaciones, medicina, demoliciones, etc. Los oficiales deben obligariamente calificarse como oficial en el regimiento, con la experiencia necesaria en operaciones, administración y mando.
Las tropas de operaciones acuáticas del Regimiento SAS son entrenados como buzos de asalto dedicados a operaciones marítimas. Colaboran con la unidad de buceo militar de la Marina Real Australiana que está entrenada en todo tipo de buceo militar, pero no dedicada a operaciones especiales como ataques, reconocimiento y sabotaje.

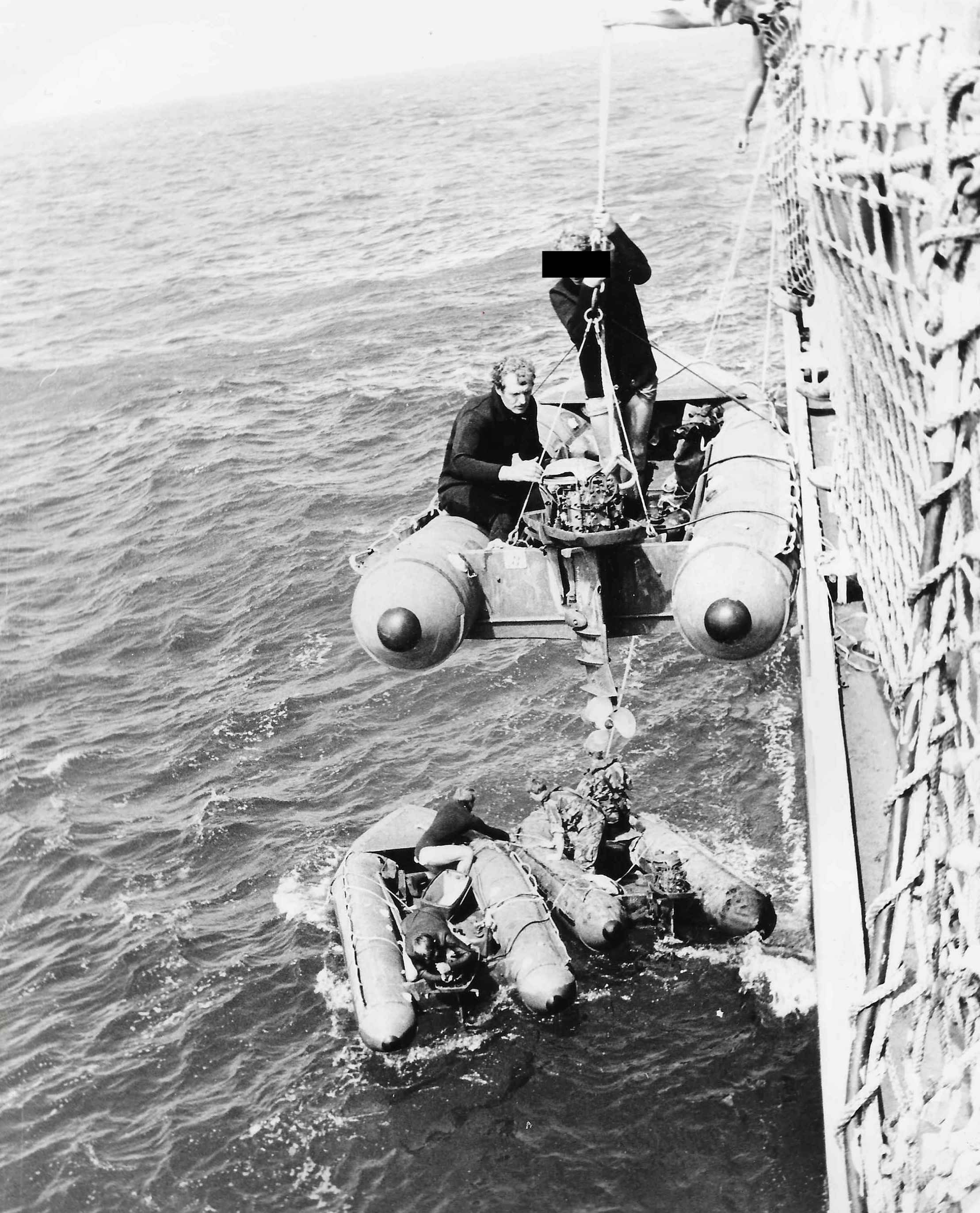
Miembros del SAS entrenándose con sus botes.

El entrenamiento en montaña se realiza en Nueva Zelanda y en la cordillera Sterling. Lleva unas 8 semanas aprender a moverse y sobrevivir en las montañas, a lo que hay que añadir 3 semanas al año de entrenamiento para mantener esas capacidades. El entrenamiento con armas es constante, empleandose frecuentemente munición real. Se trata de llevar siempre las condiciones del entrenamiento al límite, para acercarse a lo que se encontrarán los operadores en combate y ser capaces mentalmente de operar bajo presión máxima. Uno de los objetivos de entrenar al límite es que cada operador del SASR sepa de que es capaz e interiorice que debe hacer en cada momento y misión.
El entrenamiento de los sabre squadrons del SASR es muy duro y exigente. A lo largo de la historia del SAS se han producido más muertes en entrenamientos que en combate.

### Relación con otras fuerzas especiales
La relación con la Delta Force del ejército de EE. UU. y la Naval Special Warfare Development Group de la Armada es estrecha desde hace años. Las dos unidades suelen entrenarse juntas con el SASR en Australia y EE. UU.. Aún más estrecha es la relación con el Special Air Service (SAS) y el Special Boat Service (SBS).
Además de entrenamiento regular existe una estrecha cooperación entre Reino Unido, EE. UU. y Australia mediante los programas de intercambio que existen desde hace décadas. Operadores individuales o un grupo de ellos pasa a servir dentro de otra de las unidades. Esto asegura la interoperabilidad y la mejora de capacidades.
Un ejemplo conocido es el caso de los operadores del SASR que operaron con los SEAL en el Mekong contra la guerrilla del Vietcong. Menos vonocido es que en la patrulla Bravo Two Zero de la guerra del golfo de 1991 dos de los ocho operadores de la patrulla no eran del SAS sino de esos programas de intercambio.

### Selección
Los SAS australianos están entrenados para lograr un nivel excepcionalmente alto de resistencia tanto física como mental. Se cree que son las fuerzas especiales más exigentes en su selección del mundo y el porcentaje de acceso al regimiento SAS es inferior al 8%.
La selección está abierta a cualquier miembro de la Australian Defence Force. Los candidatos deben primero haber pasado el Royal Australian Infantry Rifleman Operations Course En caso de no estar certificado en el curso se les ofrece a los candidatos pasar el Accelerated Infantry Training Programme. Además el candidato debe estar avalado por su oficial al mando. Una vez cumplidos estos requisitos todo candidato a entrar en las fuerzas especiales australianas debe pasar el examen médico y psicológico (SF Medical Assessment y SF Psychological Evaluation').
Para los candidatos que cumplen todo lo anterior se realiza dos veces al año el curso de selección. Anteriormente se hacían las pruebas en los montes Sterling, pero esto cambió en los años 90 por la dureza y ahora se hace en la Bindoon training ground. Antes de pasar la selección propia debe pasarse el Special Forces Entry Test (SFET) para asegurarse la forma física de los aspirantes. También realizarán antes de la selección  el programa Special Forces Training de 6 semanas para tener las habilidades básicas necesarias.
El SASR Selection Course es el filtro real para aquellos que ingresarán en el SASR. La tasa de éxito es de un 10%. Durante tres semanas se somete a los candidatos duras pruebas que los ponen al límite de su aguante físico y mental obligándoles a largas marchas, privándoles de sueño y obligándoles a esfuerzos físicos y situaciones que les descoloquen. Aquellos candidatos que renuncien no podrán volver a presentarse. Solo los que obtienen una baja médica pueden volverse a presentar.
El curso de selección consta de cuatro fases. 
- Las dos primeras se componen de ejercicios físicos y de navegación.
- La tercera y cuarta fases se llevan a cabo en montaña con largas marchas en grupo en la fase tres y ejercicios en grupos pequeños en la fase cuatro.

Durante la duración del curso los candidatos tienen poco o nada de sueño y comida. Se trata siempre de poner al límite físico y mental a los aspirantes para ver si reúnen las cualidades que el SASR busca. Aún superando el curso puede que el SASR decida que el aspirante no se ajusta a lo que se busca.

## Equipamiento

### Uniforme
Los miembros del SASR llevan el uniforme estándar del ejército australiano. A los miembros del SASR se les permite más relajación en el trato con oficiales y vestimenta, sobre todo en operaciones.
Inicialmente se distinguieron de otras unidades por llevar una boina roja, algo normal debido a que se el SASR se fundó en torno a la Parachute Company, con el emblema de la infantería. En 1966 el SASR fue autorizado a emplear la boina color beige. Dado que el SASR estaba entonces en Borneo se empleó la boina con el emblena del 22 SAS, también una daga alada. Con el tiempo se empleó ya el emblema del SASR.
En Vietnam los miembros del SASR prefirieron no usar el uniforme estándar australiano color verde de jungla empleado en Borneo y adoptaron el uniforme de jungla M1968 ERDL de EE. UU. o el survietnamita de rayas de tigre. En 1984 el ejército australiano adoptó el Australian Disruptive Pattern Camouflage, usado también por el SASR. En los años 90 el SASR buscaba un uniforme para operar en el desierto y adoptó el esquema tricolor entonces empleado por el US Army.

### Medios aéreos
El Escuadrón de Aviación 171.º del ejército australiano proporciona los helicópteros que hacen posible la movilidad aérea del Mando de Operaciones Especiales australiano. En 2004 el Escuadrón A del 5.º Regimiento de Aviación cambió el nombre a 171.º Escuadrón de Apoyo Operacional y fue puesto bajo el mando de la 16.ª Brigada de Aviación como escuadrón independiente para apoyar al Mando de Operaciones Especiales. El 171st Special Operations Aviation Squadron (171 SOAS) está equipado actualmente con helicópteros NHIndustries MRH-90 Taipan. 

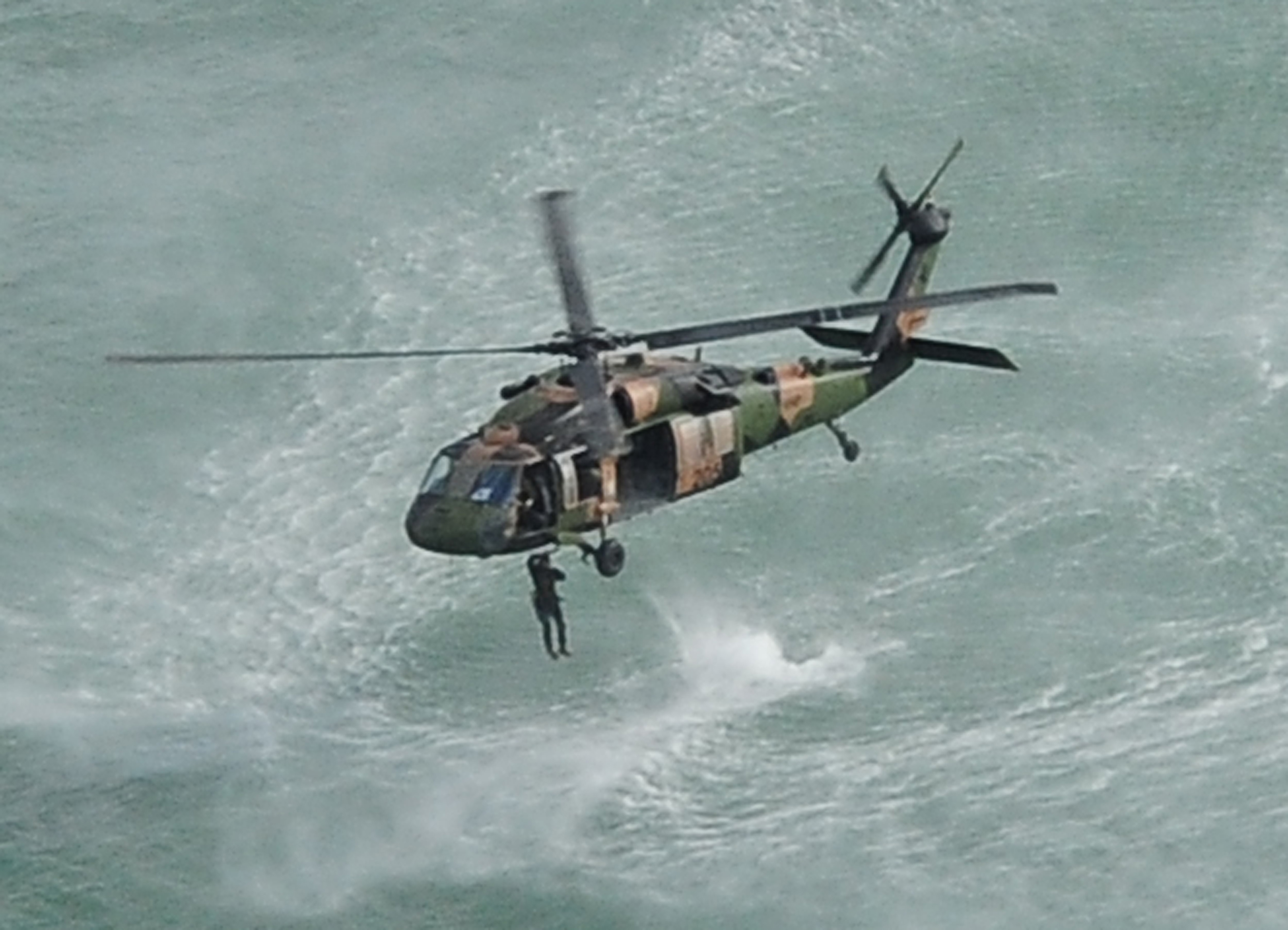
Un helicóptero del 171 SOAS durante maniobras de las fuerzas especiales.

Australia seleccionó el Bell 429 para apoyar a sus fuerzas especiales con vistas a facilitar su despliegue rápido y apoyar en operaciones en zonas urbanas. Se comprarán hasta 18 unidades. Hasta 4 Bell 429 caben en la bodega de carga de un Boeing C-17A Globemaster III, uno de los requisitos australianos.

### Medios terrestres
Los primeros vehículos del SASR fueron Land Rover Serie II modificados. Fueron incorporados a principios de la década de 1970.
A finales de la década de 1980 se incorporó el LRPV (Long Range Patrol Vehicle), desarrollo de tracción 6x6 del Land Rover con un motor Isuzu. El LRPV es relativamente fácil de mantener y es tripulado por tres operadores del SAS. Entre las modificaciones realizadas están un soporte para ametralladora pesada M2 o lanzagranadas Mk.19 y otro soporte en el frontal para una ametralladora MAG58. Se puede llevar una motocicleta en el portón trasero, que es usada para exploración. Los LRPV dieron excelente resultado en el duro entorno afgano, ya que podían permanecer patrullando durante semanas sin necesidad de regresar. Debido a la experiencia en combate los LRPV fueron equipados con placas de blindaje debajo del vehículo y asientos amortiguadores.

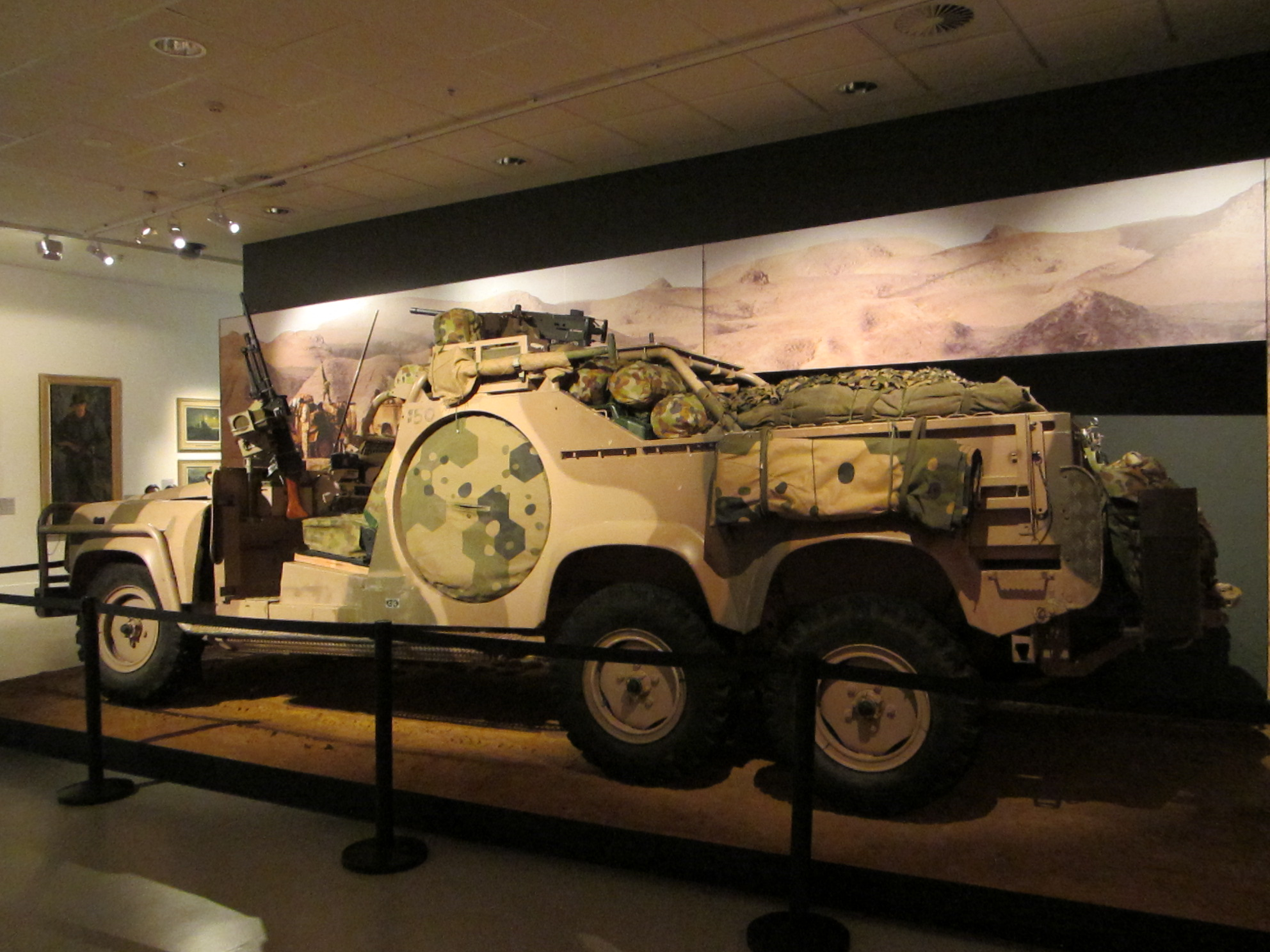
LRPV.

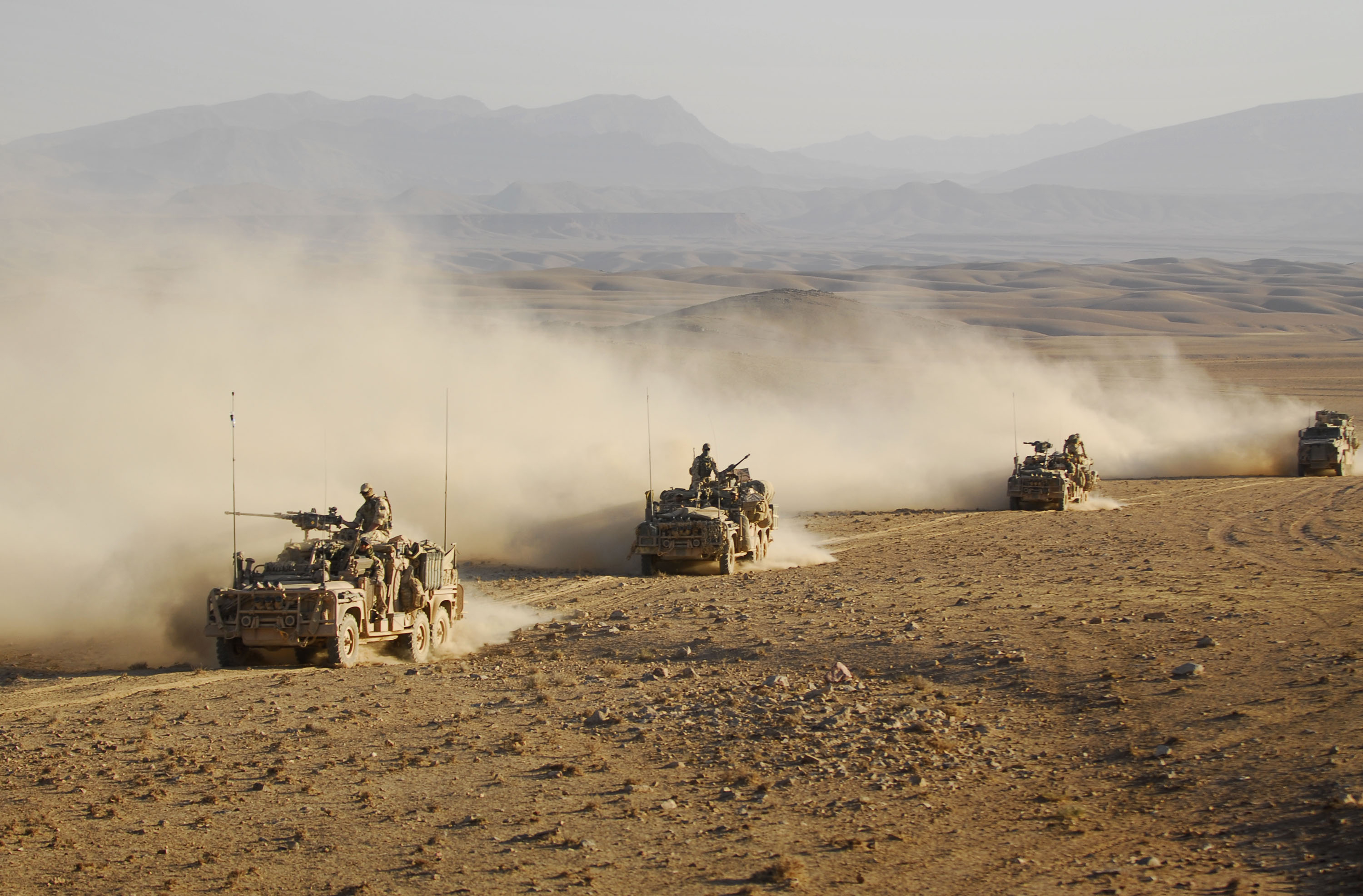
Convoy de LRPV en Afganistán, 2009.

El SASR también utilizó en Irak el vehículos SRV del 2.º Regimiento de Comando para complementar a las patrullas equipadas con LRPV. El SRV es un Land Rover 4x4. Desde 2006 el SASR también empleó en Afganistán vehículos blindados Bushmaster y vehículos Polaris de seis ruedas. 
Las fuerzas especiales australianas cuentan con 89 Supacat Extenda, denominados Special Operations Vehicles – Commando (SOV-Cdo).Anteriormente el SASR ya había comprado en 2007 un total de 31 HMT Supacat 400, llamado Nary en Australia. El Supacat HMT 400 también fue empleado en Afganistán por el SAS y SBS así como la Delta Force de EE. UU.. Australia tuvo algunos problemas con sus HMT 400 y tardó en tenerlos en operaciones. ElExtenda es un vehículo de seis ruedas motrices que complementa a los LRPV y Nary. El Extenda es similar pero tiene la capacidad de ser convertido en configuración de cuatro ruedas o seis ruedas motrices.
En 2013 el Land Rover SRV comenzó a ser sustituido por vehículos Mercedes G-wagon 4x4 en versión SRV. Durante años se emplearon camiones Mercedes-Benz Unimog como nodrizas de las patrullas.

### Armamento
Las armas reglamentarias australianas en Vietnam eran la ametralladora M-60, el subfusil Owen y el fusil FAL, llamado SLR. Una ventaja de la combinación M-60/FAL era que los australianos podían intercambiar municiones de ametralladoras y fusiles.
Debido a su menor peso el M-16 fue preferido. En Vietnam los armeros del SAS realizaron modificaciones de los fusiles L1A1 y L2A1 empleados por el SASR para un mejor manejo. Apodado La Perra el fusil vio a menudo como el gran cañón de los  L2A1 era cortado inmediatamente por delante del bloque de gas y se le añadía una empuñadura o un lanzagranadas. Los  L1A1 convertidos permitían que funcionara completamente automático, algo muy útil en combates a quemarropa. Los fusiles del SAS fueron también a menudo equipados con lanzagranadas de 40 mm XM148, esto incluía a los fusiles M-16 y FAL. En el FAL los armeros del SASR retiraban el guardamanos del cañón para así poder instalar el lanzagranadas. El SLR se usó realmente más como fusil de entrenamiento, ya que el M16A1 gustó durante Vietnam y fue adoptado después como fusil del SASR. Hubo experimentos para ver cómo adaptar el SLR para el SASR, incluyendo una variante bullpup a mediados y finales de la década de 1980, pero que no llegó a nada 
El SASR se resiste a usar el fusil Steyr F88 reglamentario y en su lugar prefiere usar los fusiles M4A1 y Mk18 CQBR. Australia eligió en 1988 el Steyr AUG A1, denominándolo F88. Las imágenes de Timor y Afganistán muestran a los operadores con fusiles M4.

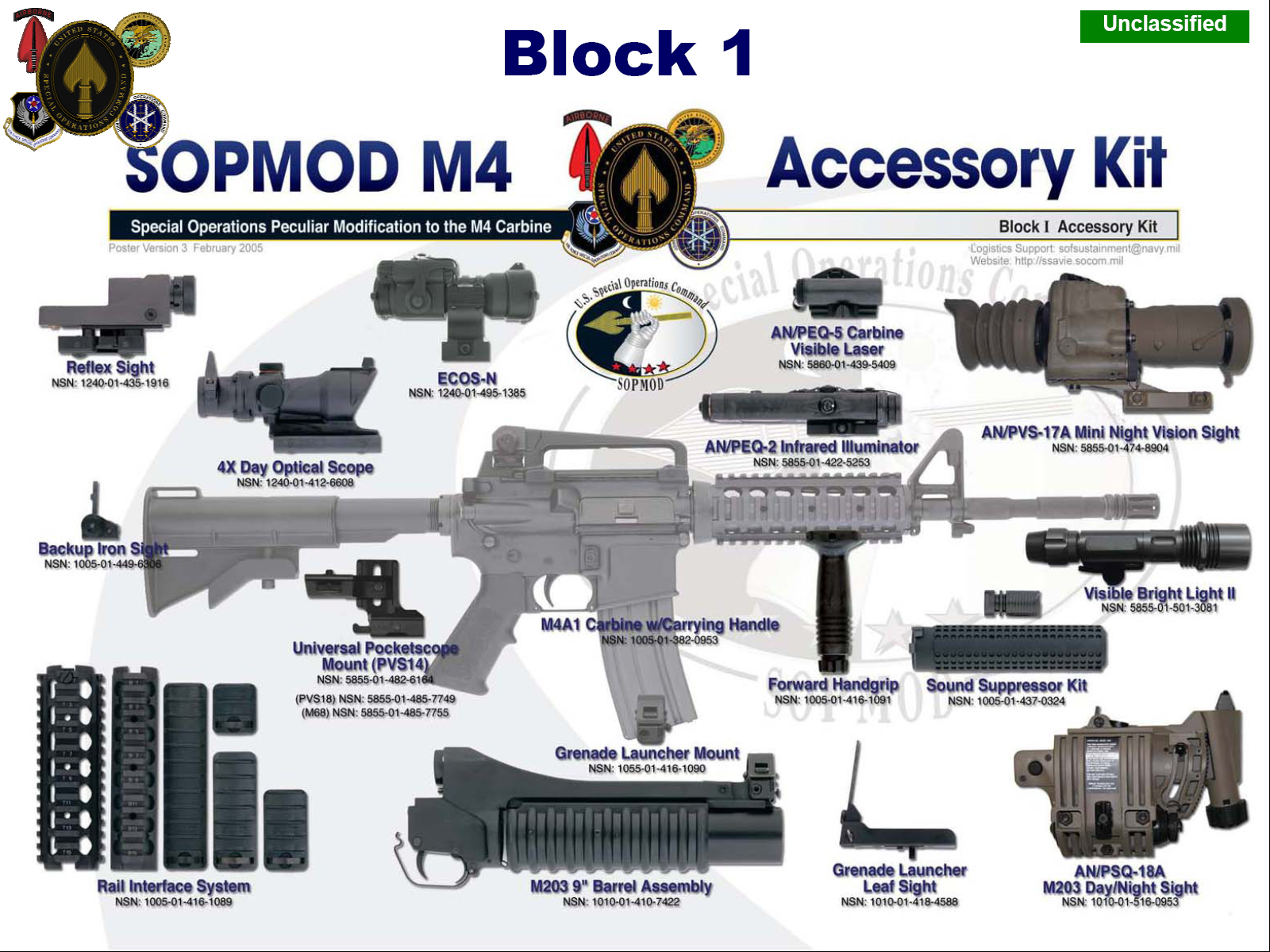
Kit Special Operations Peculiar MODification (SOPMOD) de la carabina Colt M4A1..

La pistola estándar es la SIG Sauer P-228, aunque se sigue empleando bastante la Browning L9A1 Hi-Power. Los subfusiles HK MP5 y MP5SD se cree siguen siendo empleados, a pesar de haber sido oficialmente reemplazados por los SiG-Sauer MCX.
Después de muchos años empleando el fusil de precisión No.4 Mk1(T) y el Parker Hale 82 se adquirieron fusiles Accuracy International AW sniper rifle, designados Aust SR98. A ellos se unieron los Accuracy International AW50, Heckler & Koch HK417, SR-25, Mk14 Enhanced Battle Rifle,
SR-98, Blaser Tactical 2 y Barrett M82A2.
En cuanto a ametralladoras se emplean las Mk48 Maximi Modular, MAG 58 y Para Minimi.